# 库仑算符
库仑算符 是以夏尔·奥古斯丁·库仑的名字命名的，是一个在量子化学领域中经常使用的量子力学算符。特别地，库仑算符时哈特里-福克算符的一部分。库仑算符被定义为：
{\displaystyle {\widehat {J}}_{j}(1)f(1)=f(1)\int {\left|\varphi _{j}(2)\right|}^{2}{\frac {1}{r_{12}}}\,dv_{2}}
其中
{\displaystyle {\widehat {J}}_{j}(1)}是单电子与电子“j”之间的排斥作用，
f(1)是库仑算符所作用的单电子波函数，
{\displaystyle \varphi _{j}(2)}是电子“j”的单电子波函数，
{\displaystyle r_{12}}是电子1与电子2之间的距离。